# شام رؤیایی
شام رؤیایی (فرانسوی: Le Repas fantastique‎) یک فیلم کوتاه خیال‌پردازی فرانسوی است به کارگردانی ژرژ ملی‌یس که در سال ۱۹۰۰ ساخته شد. در این فیلم سیاه و سفید صامت یک مرد با دو زن در حال خوردن شام هستند که در این هنگام اتفاقات عجیبی برای آنها پیش می‌آید.